# Un actor se prepara
Un actor se prepara (en ruso, Рабо́та актёра над собо́й Rabóta aktyora nad sobóy, AFI: [rɐˈbotə ɐkˈtʲɵrə nət sɐˈboj]) es el primero de los libros de Konstantín Stanislavski sobre actuación, publicado en 1936 y seguido de La construcción del personaje (1948) y Creando un rol (1957). Stanislavski tenía la intención de publicar el contenido de Un actor se prepara y La creación del personaje en un único volumen y en ruso. Sin embargo, se publicó por primera vez como un solo volumen en inglés (An Actor Prepares), y la Segunda Guerra Mundial retrasó la publicación del segundo libro por más de una década.

## Resumen
Un actor se prepara es el diario de un estudiante ficticio llamado Kostya durante su primer año de entrenamiento en el sistema Stanislavski. Kostya y sus compañeros tienen poca o ninguna experiencia en la actuación. A medida que avanzan en la clase, Tortsov, su maestro y director de escena, aborda las muchas suposiciones que han formado que no coinciden con el «sistema». Stanislavski relaciona su mensaje con ejemplos. Argumenta que su sistema no es un método particular, sino un análisis sistemático del orden «natural» de la verdad teatral.
El sistema que describe es un medio tanto para dominar el oficio de actuar como para estimular la creatividad e imaginación individual del actor. Ha influido en la mayoría de las actuaciones que vemos en el escenario o la pantalla.
El libro es autobiográfico y trata muchas áreas diferentes de habilidades de actuación, incluyendo la acción, la imaginación, concentrar la atención, relajar músculos, unidades y objetivos, fe y un sentido de verdad, memoria de emociones, comunión, adaptación, fuerzas motrices internas, línea ininterrumpida, el estado creativo interno, el super-objetivo y la mente subconsciente. Tortsov, el director, explica todas estas formas de arte con gran detalle y, por lo tanto, transforma Un actor se prepara en una suerte de libro de texto.
El libro comienza cuando Kostya y sus compañeros están esperando su primera lección con el director. Están emocionados y nerviosos ante la perspectiva de reunirse, y se sorprenden cuando les dice que su primer ejercicio es interpretar escenas de alguna obra de teatro. Kostya y dos de sus amigos interpretan escenas de Otelo, con Kostya como protagonista. Luego el director les cuenta sus errores.
Al final del libro, los estudiantes recuerdan su primer ejercicio: sentarse en una silla de manera que interese al público y buscar un broche de manera convincente.

## Capítulos
1. La primera prueba
2. Cuando actuar es un arte
3. Acción
4. Imaginación
5. Concentración de atención
6. Relajación de los músculos
7. Unidades y objetivos
8. Fe y sentido de la verdad
9. Memoria de emociones
10. Adaptación
11. Fuerzas motrices internas
12. La línea ininterrumpida
13. El estado creativo interno
14. El súper objetivo
15. En el umbral del subconsciente